# Адријан Страус
Адријан Страус (енгл. Adriaan Strauss; 18. новембар 1985) професионални је рагбиста и репрезентативац ЈАР, који тренутно игра за екипу Булс. Висок 185 цм, тежак 113 кг, пре Булса играо је за Читасе. За "спрингбоксе" је до сада одиграо 51 тест меч и постигао 6 есеја.